# Solamen dollfusi
Solamen dollfusi is een tweekleppigensoort uit de familie van de Mytilidae. De wetenschappelijke naam van de soort is voor het eerst geldig gepubliceerd in 1910 door Dautzenberg.